# František Iška
František Iška, známý též jako Franz Iška, (3. prosince 1863 Ločenice – 29. ledna 1924 Velešín) byl český kněz, teolog, právník, publicista, spisovatel a vydavatel. Byl zakladatelem jazykově českého starokatolictví.

## Život
Narodil se do rodiny sedláka Tomáše Išky a Kateřiny Novákové. Pokřtěn byl den po narození v římskokatolické farnosti Svatý Jan nad Malší.
Vystudoval gymnázium v Českých Budějovicích a poté studoval na římskokatolickém biskupském semináři v Českých Budějovicích, kde mezi jeho učitele patřil biskup Jan Valerián Jirsík. Ve svých 22 letech (s dispensem) byl 16. května 1886 vysvěcen na kněze. Působil jako kaplan Novosedlicích, Bořislavi, Chabařovicích, v Českém Dubu a v Liběšicích. Působil také jako vojenský kaplan.
Během svého působení jako kaplan v Českém Dubu byl kritizován za své politické vystupování ze strany místních německých katolíků. Následně byl přeložen do Libešic u Žatce. Ze strany biskupství mu bylo dočasně zapovězeno kázat. Místní němečtí farníci v Liběšicích odmítali, aby se stal jejich novým knězem. Následně mu byla vyjádřena podpora ze strany řady věřících. Litoměřický biskup Emanuel Jan Křtitel Schöbel ho na církevním slyšení požádal, aby se zdejšího postu kněze dobrovolně vzdal. To Iška odmítl. Po příjezdu nového německého kněze do Liběšic se rozhodl na protest vydat prohlášení o vystoupení z římskokatolické církve. Poté se přestěhoval do Vídně.
V letech 1894 až 1896 studoval práva na Vídeňské univerzitě. 19. žáří 1894 ve Vídni vstoupil do Starokatolické církve a oženil se se starokatoličkou Emi Traegnerovou. Poté čelil soudním sporům v rámci platnosti jeho manželství a výslovném exkomunikování se strany biskupa Schöbela. V rámci jeho sporů poté spolupracoval s českým starokatolickým administrátorem Milošem Čechem.
Během svého vídeňského pobytu začal Iška přemýšlet o vytvoření jazykově české starokatolické církve, která by navazovala na tradici české reformace. V roce 1896 mu švýcarský starokatolický biskup Eduard Herzog nabídl spolupráci a možnost dokončít své právnické studium a zároveň studovat starokatolickou teologii na Bernské univerzitě. Působil i na právnické fakultě Curyšské univerzity. Poté byl vládou státu Bern potvrzen na pozici pomocného farního kněze při kostele sv. Petra a Pavla v Bernu. Roku 1898 pozval české poutníky do Kostnice do svého působiště v Curychu, kde pro ně sloužil zřejmě první českou starokatolickou bohoslužbu. O dva roky později, když se zastal jiného českého kněze ve sporu o stipendium, byl uvolněn ze služeb švýcarské starokatolické církve a vrací se do Čech.
Po návratu ze Švýcarska do Čech v dubnu 1899 působí jako kněz při budování české starokatolické církve. V roce 1902 se František Iška zúčastnil mezinárodního starokatolického kongresu v Bonnu. V roce 1903 se přestěhoval do Spojených států, kde působil jako duchovní v Chicagu a v Oklahoma City. Psal pro české menšinové deníky. V Americe se sice zcela nerozešel se starokatolictvím, ale primárně začal působit jako člen unitářské církve. V období první světové války politicky vystupoval proti přílišné podpoře prvního odboje ze strany amerických Čechů a Slováků. V roce 1920 se z důvodu nemoci vrátil do Československa. V roce 1920 se ve Velešíně jako unitář zúčastnil bohoslužby nově vzniklé Církve československé, kterou hodnotil pozitivně. Zemřel podle zápisu v matrice 28. ledna 1924 (nikoli 29., jak bývá často chybně uváděno) a pohřben byl, jak se na svobodného myslitele té doby slušelo, žehem v pražském krematoriu dne 2. 2. 1924.

## Působení
Byl redaktorem časopisu Národní katolík, později psal pod pseudonymem do Národních listů a pro vědecký časopis Vesmír. Byl zastánce národního proudu české politiky a vyznával křesťansko-socialistické postoje. Od roku 1898 v rámci jeho snahy budování starokatolické církve, vyjednával na půdě politiky s vedením České strany národně sociální, která v té době na bázi politického husitství usilovala o vytvoření národní církve. Tou měla být právě starokatolická církev. Byl též zastáncem spolupráce starokatolické a pravoslavné církve. Z tohoto úsilí však nakonec sešlo a historicky ho bylo dosaženo až v roce 1920 vznikem Církve československé.